# Prémanon
Prémanon ist eine französische Gemeinde mit 1244 Einwohnern (Stand: 2022) im Département Jura in der Region Bourgogne-Franche-Comté. Sie gehört zum Arrondissement Saint-Claude und ist Mitglied im Gemeindeverband Communauté de communes de la Station des Rousses-Haut Jura. Die Bewohner werden Prémanoniers und Prémanonières genannt.

## Geographie
Prémanon liegt auf 1111 m, sechs Kilometer südlich von Hauts de Bienne und etwa 15 km nordöstlich der Stadt Saint-Claude (Luftlinie). Das Dorf erstreckt sich im Jura, auf einer Hochfläche im Quellgebiet der Bienne, östlich des Mont Fier, nahe der Grenze zur Schweiz.
Die Fläche des 28,18 km² großen Gemeindegebiets umfasst einen Abschnitt des französischen Juras. Das zentrale Gebiet wird von der Hochfläche von Prémanon eingenommen, die leicht nach Norden geneigt ist. Sie wird im Osten von den Gorges de la Chaille und im Westen vom Talsystem der Biennette eingefasst. Diese beiden Täler sind tief in die umgebenden Plateaus eingeschnitten und bilden ab Les Rivières (771 m), dem tiefsten Punkt an der nördlichen Gemeindegrenze, das Tal der Bienne. Im Westen umfasst das Gebiet von Prémanon die stark reliefierte Landschaft des Talsystems der Biennette, das von den Felsabstürzen der Rochers des Arcets (1161 m), des Rocher du Tiavy (1199 m), des Mont Fier (1282 m) und der Les Pellas (1351 m) flankiert wird.
Die Landschaft, die südöstlich an das Plateau von Prémanon anschließt, weist nur relativ geringe Reliefunterschiede auf und ist geprägt durch parallel verlaufende Kämme und Senken (sogenannte Combes), die gemäß der Streichrichtung des Faltenjuras in diesem Gebiet in Richtung Südwest-Nordost orientiert sind. In strukturgeologischer Hinsicht stellen sie eine Reihe von Antiklinalen und Synklinalen dar, die überwiegend aus Gesteinsschichten der oberen Jurazeit bestehen. Nach Südosten nimmt die Höhe der Kämme stetig zu. Südlich des Dorfes erhebt sich der Höhenrücken des Bois de Ban (1360 m), gefolgt von einer breiten Senke und dem Höhenrücken der Montagne des Tuffes (mit 1416 m die höchste Erhebung von Prémanon). Die südöstliche Abgrenzung bildet die Längsmulde des Vallée des Dappes am Fuß der Dôle. Das Gemeindegebiet ist Teil des Regionalen Naturparks Haut-Jura (frz.: Parc naturel régional du Haut-Jura).
Zu Prémanon gehören neben dem eigentlichen Ort auch mehrere Weiler, Hofgruppen und Einzelhöfe, darunter:
- Les Rivières (771 m) am Zusammenfluss von Bief de la Chaille und Biennette zur Bienne
- Les Arcets (875 m) an der Biennette am Nordostfuß des Mont Fier
- La Darbella (1182 m) in der Senke zwischen dem Crêt Pela und dem Bois de Ban
- Les Jouvencelles (1167 m), Wintersportstation am Nordfuß der Montagne des Tuffes
- Les Jacobeys (1136 m), Wintersportstation am Nordwestfuß der Montagne des Tuffes
- Le Tabagnoz (1251 m), Siedlung im Vallée des Dappes

Nachbargemeinden von Prémanon sind Lamoura, Lajoux und Divonne-les-Bains im Süden, Longchaumois im Westen und Norden, Les Rousses im Osten sowie die Schweizer Gemeinden Saint-Cergue, Gingins und La Rippe im Südosten.

## Geschichte
Der Ursprung der Ortschaft geht auf den Mönch Mannon, Propst im Kloster Saint-Claude, zurück, der im 9. Jahrhundert das Gebiet roden und urbar machen ließ. Die Rodungsinsel wurde fortan Pré Mannon (Wiese/Weideland des Mannon) genannt. Prémanon war bis im 16. Jahrhundert durchgehend bewohnt, danach begaben sich die Bauern während rund zwei Jahrhunderten während der strengen Winterzeit jeweils ins Tal. Zusammen mit der Franche-Comté gelangte das Dorf mit dem Frieden von Nimwegen 1678 an Frankreich. Zu einer Gebietsveränderung kam es 1823, als das vorher selbständige La Darbella nach Prémanon eingegliedert wurde.
Das militärstrategisch bedeutende Vallée des Dappes gehörte seit 1648 zur Schweiz, wurde aber von Napoléon I. 1805 annektiert. Nach dem Wiener Kongress wurden 1815 die früheren Besitzverhältnisse wiederhergestellt, doch das Tal blieb ein Streitobjekt zwischen der Schweiz und Frankreich. Durch einen Gebietsabtausch wurde die Dappentalfrage 1862 gelöst. Der westliche Teil der Talschaft kam definitiv an Frankreich und wurde zur Hauptsache der Gemeinde Prémanon zugeordnet.
Als sich Frankreich im Zweiten Weltkrieg unter deutscher Besatzung befand, fand der Résistancekämpfer Lucien Margaine aus Lyon in Prémanon Zuflucht. Gemeinsam mit Pierre Albalate baute er die Widerstandsgruppe namens Prémanon/Lamoura auf. Die Deutschen vertrieben diese am 18. Dezember 1943. Margaine kämpfte darauf in der Haute-Savoie. Am 2. Mai 1944 verhaftet, wurde er im Juli 1944 deportiert. Er überlebte das KZ Dachau.

## Sehenswürdigkeiten
Die Dorfkirche Saint-Barthélemy in Prémanon wurde im 19. Jahrhundert erbaut. Zu den bedeutenden Besucherzielen zählen das Centre Paul-Emile Victor (ein als Museum ausgestaltetes Polarzentrum) und das zoologische Maison de la Faune.

## Bevölkerung
| Jahr                       | 1962 | 1968 | 1975 | 1982 | 1990 | 1999 | 2006 | 2013 | 2020 |
| Einwohner                  | 251  | 284  | 315  | 320  | 606  | 664  | 931  | 1151 | 1201 |
| Quellen: Cassini und INSEE |      |      |      |      |      |      |      |      |      |

Mit 1244 Einwohnern (Stand 1. Januar 2022) gehört Prémanon zu den kleinen Gemeinden des Départements Jura. Nachdem die Einwohnerzahl in der ersten Hälfte des 20. Jahrhunderts markant abgenommen hatte (1886 wurden noch 781 Personen gezählt), wurde besonders während der 1990er-Jahre wieder eine deutliche Bevölkerungszunahme verzeichnet.

## Wirtschaft und Infrastruktur
Prémanon war lange Zeit ein vorwiegend durch die Landwirtschaft, insbesondere Viehzucht und Milchwirtschaft, sowie durch die Forstwirtschaft geprägtes Dorf. Daneben gibt es heute verschiedene Betriebe des Klein- und Mittelgewerbes. Neben den traditionellen Zweigen von Käseherstellung und Holzhandwerk sind heute Unternehmen, die auf Brillenherstellung, Kunststoffverarbeitung und Feinmechanik spezialisiert sind, im Dorf vertreten.
Als Erholungsort in einem beliebten Ausflugsgebiet im Hochjura profitiert Prémanon heute maßgeblich vom Tourismus. Es gehört zum Wintersportgebiet Rousses-Haut-Jura. Die Hänge der Montagne des Tuffes sind durch eine Bergbahn und zahlreiche Skilifte für den alpinen Skisport erschlossen. Auch das Skigebiet am Hang der Dôle ist vom Vallée des Dappes her erschlossen. Die ausgedehnten Hochflächen eignen sich hervorragend für den Langlaufsport. Prémanon ist Standort des Centre National de Ski Nordique. Les Jouvencelles und Les Jacobeys wurden zu Wintersportsiedlungen mit verschiedenen Hotels, Ferienwohnungen und Ferienkolonien ausgebaut.

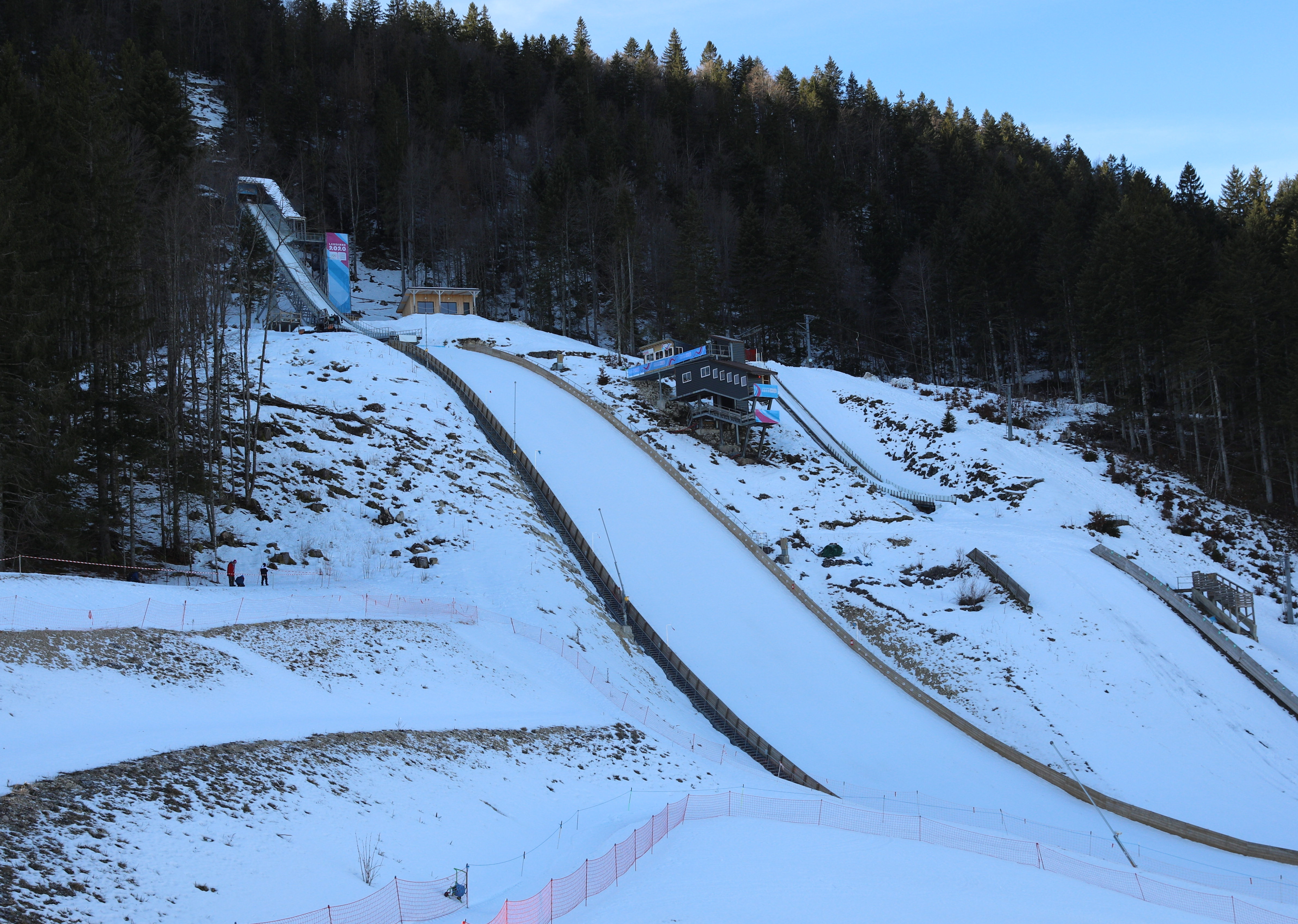
Skisprungschanze des Stade Nordique des Tuffes „Jason Lamy Chappuis“

Die Ortschaft liegt abseits der größeren Durchgangsstraßen, ist aber von der Hauptstraße N5, die von Genf über den Col de la Faucille nach Hauts de Bienne führt, leicht erreichbar. Weitere Straßenverbindungen bestehen mit Lajoux und Longchaumois.
Auf dem Höhenrücken Les Tuffes befindet sich das Nordische Wintersportzentrum Stade Nordique des Tuffes „Jason Lamy Chappuis“, das unter anderem Austragungsort der Olympischen Jugend-Winterspiele 2020 in den Disziplinen Biathlon, Skispringen und Nordische Kombination war.

## Persönlichkeiten
- Laurent Muhlethaler (* 1997), französischer Nordischer Kombinierer, geboren in Prémanon